# Bar de oxigênio

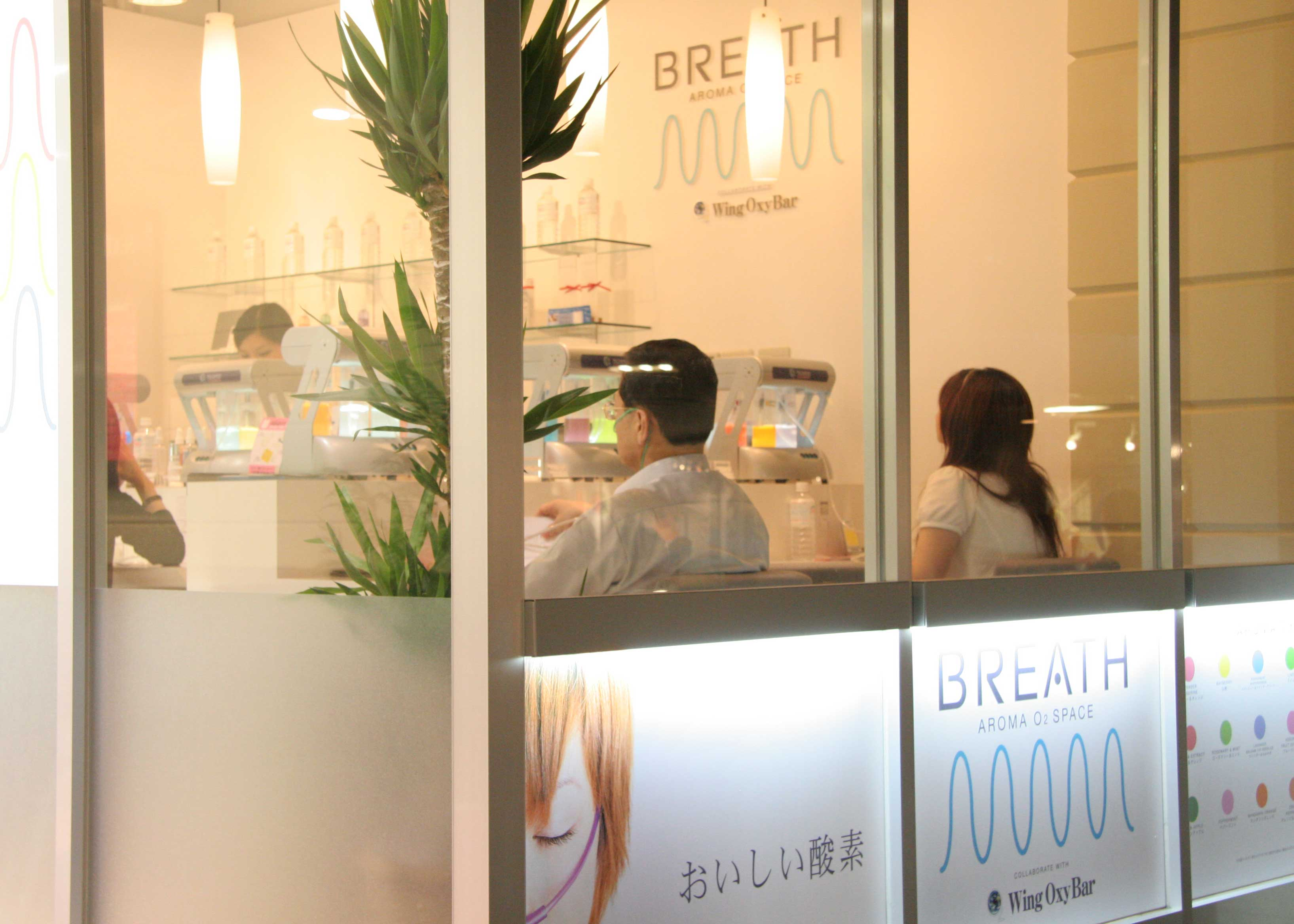
Um Bar O2 em Tóquio

Um bar de oxigênio ou bar de oxigénio, ou ainda bar O2 é um lugar em que as pessoas se sentam sobre um circulo e podem respirar juntos. A moda foi iniciada na década de 1990 no Japão.
Os promotores indicam que a prática é segura, que aumenta o bem-estar e o estado de saúde, fortalece o sistema imunitário e a concentração. Todavia, não existem registros médicos favoráveis ou que aconselhem a frequência destes espaços. Segundo Paulo Sadiva, coordenador do Laboratório de Poluição Atmosférica Experimental da USP, "na fração inspiratória de 40% e por tempo não superior a dez minutos [de O2], indivíduos não portadores de doenças respiratórias e cardiovasculares não apresentarão efeitos deletérios ou benéficos".